# 官却 (玛沁)
官却（藏語：དཀོན་མཆོག，威利转写：dkon mchog），中华人民共和国政治人物、全国脱贫攻坚先进个人。

## 生平
官却任玛沁县拉加镇赞根村党支部书记。因在脱贫攻坚战中作出突出贡献，2021年2月25日全国脱贫攻坚总结表彰大会上，官却被授予“全国脱贫攻坚先进个人”。